# Miloš Orson Štědroň
Miloš Orson Štědroň (* 5. listopadu 1973 Brno) je český hudební skladatel, klavírista a pedagog, syn skladatele a muzikologa Miloše Štědroně.

## Život
Miloš Orson Štědroň studoval obory klavír a skladbu na konzervatoři v Brně (1988–1994) a skladbu na Hudební fakultě Janáčkovy akademie múzických úmění v Brně (1994–1999). Po získání magisterského titulu následovalo doktorandské studium v oboru Skladba na pražské HAMU u Václava Riedlbaucha a Ivana Kurze, které ukončil v roce 2009 titulem Ph.D. V letech 1999 až 2003 působil Štědroň jako korepetitor hudebně-dramatického oddělení Pražské konzervatoře, kde od té doby vyučuje. Žije v Praze, je ženatý a má dvě dcery.

## Dílo
Skládá orchestrální a komorní hudbu, opery, filmovou a činoherní hudbu. Je autorem desítek skladeb různých žánrů a obsazení. V posledním letech se zaměřuje na vokální a vokálně-dramatickou tvorbu, operu a kabaret. Je uznávanou „multidisciplinární“ osobností, díky řadě autorských hudebně-divadelním děl, ke kterým vytvořil text i hudbu. Působí také jako pianista němého filmu, spolupracuje s významními hudebníky (např. Iva Bittová, Roman Janál, Tomáš Jamník). Vytvořil řadu úspěšných projektů zabývajících se českými osobnostmi (DNArt, J. G. Mendel; Salon Kupka, František Kupka; Hus až do konce, Mistr Jan Hus; Krásné psací stroje!, J. Zábrana, J. Škvorecký, B. Hrabal, J. Kolář). Představení Velvet Havel sklidilo uznání kritiků i diváků a dočkalo se téměř 200 repríz.

### Seznam děl (výběr)
- Lidská tragikomedie (2002, Stavovské divadlo)
- Kabaret Ivan Blatný (2007, Divadlo Komedie)
- Velvet Havel (2014, Divadlo Na zábradlí)
- Salon Kupka (2014, Divadlo Na zábradlí)
- Krásné psací stroje! (2016, Divadlo Na zábradlí)
- Don Hrabal (2017, Národní divadlo)

## Ocenění
- 2012 – Cena Osobnost roku 2012 udělovaná festivalem Next Wave
- 2012 – Cena Alfréda Radoka za nejlepší hudbu 2012 za Divadlo Gočár
- 2013 – Cena Divadelních novin za počin v kategorii hudební divadlo 2012/13 za Divadlo Gočár
- 2014 – Cena divadelní kritiky za inscenaci Velvet Havel v pěti kategoriích (nejlepší česká hra, nejlepší hudba, nejlepší inscenace, nejlepší mužský i ženský herecký výkon)
- 2014 – Laureát Ceny Divadelních novin za inscenaci Velvet Havel